# Jack Hunt
Jack Paul Hunt (* 6. Dezember 1990 in Rothwell) ist ein englischer Fußballspieler, der seit August 2023 bei den Bristol Rovers unter Vertrag steht.

## Karriere

### Huddersfield Town
Zu Beginn der Saison 2010/11 wurde der 19-jährige Jack Hunt von Huddersfield Town an den Viertligisten FC Chesterfield ausgeliehen. Am 7. August 2010 gab er sein Profi-Debüt bei einem 2:1-Heimerfolg seines neuen Teams über den FC Barnet. Bis zum Ablauf seiner Ausleihe im Januar 2011 bestritt er 20 Ligaspiele für Chesterfield. Kurz nach seiner Rückkehr nach Huddersfield wurde der seit seinem neunten Lebensjahr in der Jugendakademie aktive Hunt erstmals für die erste Mannschaft des Vereins eingesetzt. Beim 0:0-Unentschieden im heimischen Stadion gegen Colchester United wurde das 20-jährige Nachwuchstalent in der 85. Minute eingewechselt. In den folgenden Wochen etablierte er sich als Stammspieler und zog mit seinem Team als Tabellenvierter der Football League One 2010/11 in die Play-offs ein. Nach einem Erstrundenerfolg über den AFC Bournemouth scheiterte Huddersfield jedoch im Finale deutlich mit 0:3 an Peterborough United. In der Saison 2011/12 zog Stammspieler Jack Hunt (43 Ligaspiele/1 Tor) mit seiner Mannschaft erneut in das Play-off-Final ein und setzte sich nach Elfmeterschießen gegen Sheffield United durch. Hunt wurde am Saisonende ins PFA Team of the Year der dritten Liga gewählt. Dem Aufsteiger gelang in der anschließenden Football League Championship 2012/13 der Klassenerhalt, ehe Hunt im Sommer 2013 seinen Heimatverein verließ.

### Crystal Palace
Zu Beginn der Saison 2013/14 wechselte er zum Premier-League-Aufsteiger Crystal Palace und unterzeichnete einen Vierjahresvertrag. Noch vor seinem ersten Einsatz für den Verein aus London zog er sich im Training eine Verletzung zu, die ihn monatelang vom Spielbetrieb fernhielt. Um ihm nach seiner Verletzung Spielpraxis zu geben, verlieh ihn Palace im Januar 2014 bis zum Saisonende an den Zweitligisten FC Barnsley., woraufhin weitere Leihengagement bei Nottingham Forest, Rotherham United und Sheffield Wednesday anschlossen.

### Sheffield und Bristol
Nach einer einjährigen Leihe in der Saison 2015/16 wechselte Hunt im August 2016 „fest“ nach Sheffield und reifte dort zum Leistungsträger beim Zweitligisten. Nach 108 Pflichtspielen in drei Jahren (und zwei gescheiterten Aufstiegsversuchen in den Play-offs) zog er weiter zum Ligakonkurrenten Bristol City. Dort war er in den nächsten drei Jahren gleichsam Stammspieler mit 115 Einsätzen, bevor er im Juli 2021 nach Sheffield zurückkehrte, das kurz zuvor in die dritte Liga abgestiegen war. Nach 2 Jahren in Sheffield kehrte er im August 2023 nach Bristol zurück und unterschrieb bei den Bristol Rovers.